# Blu Tack

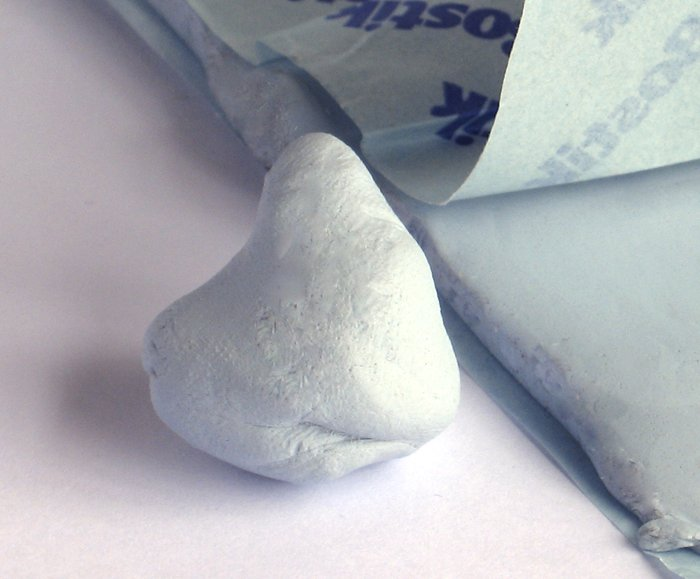
Blu-Tack

Blu Tack ist ein wiederverwendbarer kittähnlicher druckempfindlicher Klebstoff, der meist verwendet wird, um Poster an Wänden anzubringen, und daher im Moderationshandwerk (als Alternative zu Kreppband und Pinnnadel) sehr beliebt geworden ist. Das ursprüngliche Blu-Tack war blau (daher der Name), mittlerweile ist es aber in zahlreichen Farben im Handel erhältlich.
Blu-Tack basiert auf synthetischem Gummi, Polymeren, Öl und anorganischen Füllstoffen.
Blu Tack ist eine Marke der Gesellschaft Bostik, eines Tochterunternehmens der französischen Mineralöl-Gesellschaft TotalEnergies.
Ähnliche Produkte von anderen Herstellern sind:
- UHU patafix (weiß und gelb, grau in der „PROPower“-Variante)
- Buddies (pink)
- Pritt Multifix
- Tac 'N Stick
- Sticky Tack
- Faber Castell Tack It
- Bantex Tack-All